# Little Johnny Jewel
Little Johnny Jewel è il primo singolo del gruppo new wave newyorkese dei Television pubblicato nel 1975. In origine autoprodotto ed uscito per la Ork Records,
Il brano è stato incluso della versione deluxe dell'album Marquee Moon.
È considerato il brano che ha fatto conoscere il gruppo, le sue versioni live sono diventate leggendarie, vero e proprio manifesto dello stile incendiario del chitarrista Tom Verlaine, uno dei manifesti della new wave.
Il brano è suddiviso sul 45 giri in due parti, lato A chiamato Part One dove il cantato è una sorta di preparazione dell'esplosione della parte chitarrista del lato B: Part Two.

## Live
Versioni live del brano sono presenti sia su Live at the Old Waldorf che sul doppio The Blow-Up, dove sfiora i 15 minuti di durata.

## Cover famose
Siouxsie and the Banshees nell'album Through the Looking Glass

## Tracce

### Lato A
1. Little Johnny Jewel - Part One - 3:30

### Lato B
1. Little Johnny Jewel - Part Two - 4:00